# Neuville-Bosc
Neuville-Bosc è un comune francese di 534 abitanti situato nel dipartimento dell'Oise della regione dell'Alta Francia.

## Società

### Evoluzione demografica
Abitanti censiti